# Présidence d'Albert Lebrun
Président de la République française
Présidence de Paul Doumer Présidence de Vincent Auriol
La présidence d'Albert Lebrun en tant que 15e président de la République française dure du 10 mai 1932 au 11 juillet 1940.

## Présidence

### Activité politique
Il est élu président de la République le 10 mai 1932. Il intervient très peu dans la conduite des affaires gouvernementales, à l'exception du rappel de Gaston Doumergue en 1934 et du choix de Léon Blum en 1936.
Son septennat est marqué par une forte instabilité ministérielle : 17 présidents du conseil se succèdent en huit ans. 
Il effectue plusieurs voyages diplomatiques, en Yougoslavie (17-18 octobre 1934), en Belgique (26 août 1935), au Royaume-Uni (27-29 janvier 1936 et 24-26 mars 1939), et au Grand Duché du Luxembourg (3 août 1939).

### Évènements
Après la crise du 6 février 1934, Lebrun rappelle à la tête du gouvernement Gaston Doumergue, ancien président de la République, qui forme un gouvernement d’Union nationale.
Son mandat est marqué par la victoire du Front populaire aux élections législatives en 1936. Léon Blum devient président du Conseil à partir du mois de juin et dirige le premier gouvernement à dominante socialiste de la IIIe République
Sous ce gouvernement sont adoptées des mesures à caractère social (salaires, droit syndical, conventions collectives, temps de travail et congés payés).
Lebrun est réélu le 5 avril 1939.

### Seconde Guerre mondiale
Albert Lebrun est président lorsque la France déclare la guerre à l'Allemagne. Le 16 juin 1940, Lebrun désigne Philippe Pétain président du conseil, après la démission de Paul Reynaud, hostile à l’armistice. Il se replie avec le gouvernement à Tours (lui-même résidant au château de Cangé), Bordeaux puis Vichy.
Sans démissionner, Lebrun laisse le pouvoir à Pétain le 10 juillet 1940. Il part pour Vizille.

## Source
- « Albert Lebrun, 1932-1940 », sur elysee.fr